# Mein Mörder kommt zurück
Mein Mörder kommt zurück ist ein 2007 von dem Regisseur Andreas Senn für das ZDF inszeniertes Kriminalfilmdrama.

## Handlung
Die Studentin Tanja Siebert verliebt sich in Marcus Steiner, nichtsahnend, dass es sich bei ihm um den Boss einer Berliner Verbrecherbande handelt. Nachdem ihr im Lauf der Zeit dämmert, womit er sein Geld verdient, ist sie bereits finanziell und emotional von ihm abhängig. Als Tanja endgültig Schluss machen will, lässt Steiner sie misshandeln und will sie mit drei Schüssen hinrichten. Wie durch ein Wunder überlebt Tanja den Anschlag und stellt dem Landeskriminalamt, das die Bande schon länger observiert, ihr Wissen zur Verfügung. Durch ihre Aussage vor Gericht wird Marcus Steiner zu zwölf Jahren Haft verurteilt. Tanja wird in das Zeugenschutzprogramm aufgenommen und mit einer neuen Identität und Biografie ausgestattet. Um jeglichen Kontakt mit ihrem früheren Leben zu vermeiden, besorgt ihr das LKA weit weg von Berlin einen Arbeitsplatz auf einem Bauernhof.
Acht Jahre später ist Vera Grote, so Tanja Sieberts neuer Name, glücklich mit Mischa Grote verheiratet und Mutter eines Sohnes, Leo. Ihr Chef, der Bauer Hermann Stuhr, ist Computerfreak und macht Vera darauf aufmerksam, dass jeder im Internet zu finden sei. Zuhause gibt Vera ihren richtigen Namen im Internet ein und findet eine Suchanzeige nach Tanja Siebert, die für Hinweise eine „todsichere“ Prämie in Höhe von 50.000 Euro verspricht. Aus der Zeitung erfährt sie, dass Marcus Steiner nach Verbüßung von zwei Dritteln seiner Strafe aus der Haft entlassen wurde. Vera, die nur ihrem Psychologen ihre wahre Vergangenheit anvertraut, wird zunehmend unsicherer. Als schließlich vor der Praxis ihres Psychologen eine ihr täuschend ähnlich sehende Patientin ermordet wird, die mit ihr den Termin getauscht hatte, ist es um Vera geschehen. Sie sieht um sich nur Verrat und Geldgier: Ehemann Mischa, Veras beste Freunde Romy und Arno, Bauer Stuhr und selbst ein Fotograf auf der Straße – alle stehen unter Verdacht. Vera ist am Rande eines Nervenzusammenbruchs.
Nachdem der Mord vor der Praxis als Beziehungstat aufgeklärt wird, ist Vera sichtlich erleichtert. Doch der Hinweis von Mischa, dass er Vera kurz und deutlich im Fernsehen bei einem Bericht über die Tat gesehen habe, treibt Vera zur Verzweiflung. Sie offenbart Mischa ihre wahre Identität, doch er nimmt ihre Geschichte nicht ernst. Er verabreicht Vera Beruhigungstropfen und fährt mit ihr weg. Während eines kurzen Halts im Wald schlägt die verzweifelte Vera Mischa nieder und flieht mit dem Auto zurück nach Hause. Hier lauert ihr ein Killer auf: Es handelt sich um den Fotografen, der Aufnahmen des Neubaus an der Straße gegenüber machte. Noch bevor er abdrücken kann, wird er vom mittlerweile eingetroffenen Mischa mit einer Statue erschlagen. Erschüttert muss Mischa feststellen, dass alles wahr ist, was Vera ihm berichtet hatte.
Vera möchte die Polizei einschalten. Die Folge wäre, dass sie vom LKA wieder mit einer neuen Identität ausgestattet wird und sich von Mischa und Leo trennen müsste. Mischa lehnt dies kategorisch ab: Er kann nicht ohne Vera leben. Er bittet sie, ihm zu vertrauen. Tage später führt ein Kriminalbeamter in der Siedlung Umfragen nach einer vermissten Person durch: dem von Mischa erschlagenen Fotografen. Der Vermisste und sein Auto sollen in dieser Siedlung gesehen worden sein. Romy, Arno, Mischa, Vera, selbst Bauer Stuhr und sein Knecht verneinen Nachfragen nach dem Vermissten. In filmischen Rückblenden erfährt der Zuschauer, dass jeder einen Anteil an der Beseitigung der Leiche des Killers hatte. Vera äußert gegenüber ihrem Psychologen, dass sie ihre Angst vor Steiner zwar nicht verloren, doch etwas gefunden habe, was stärker sei.

## Kritik
„Unglaubwürdig konstruierter (Fernseh-)Psychothriller, in dem allenfalls Katharina Wackernagel überzeugt: Eindrucksvoll macht sie sich die Rolle einer Frau zu eigen, die in der Zwickmühle zwischen Angst und Vertrauen zu zerbrechen droht.“

## Hintergrund
Die Dreharbeiten fanden im September und Oktober 2006 in Berlin und Umgebung statt. Die Erstausstrahlung im ZDF war am 8. Oktober 2007.

## Auszeichnungen und Nominierungen
- 2008: Bayerischer Fernsehpreis: Auszeichnung von Katharina Wackernagel als Beste Schauspielerin in einem Fernsehspiel/Fernsehfilm.
- 2008: Deutscher Filmpreis: Nominierung von Katharina Wackernagel als Beste Schauspielerin.
- 2008: Goldene Kamera: Nominierung von Katharina Wackernagel als Beste Deutsche Schauspielerin.
- 2008: Hessischer Fernsehpreis für Katharina Wackernagel